# Reconocimiento de expresiones faciales

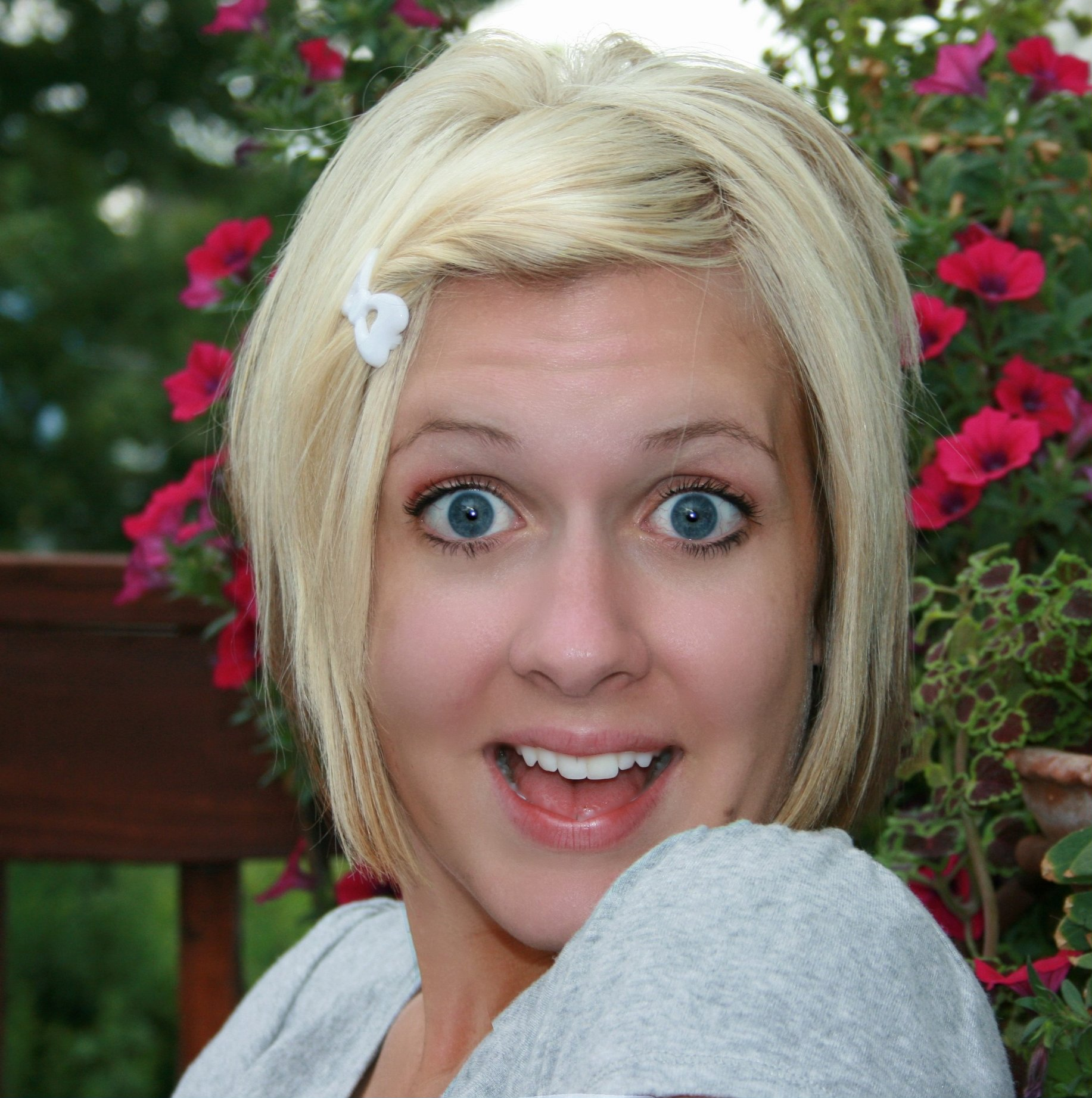
Expresión de sorpresa

El reconocimiento de expresiones faciales es una parte de la inteligencia artificial que tiene como principal objetivo la realización de estudios de comportamiento o la detección de enfermedades para su posterior rehabilitación.
Las expresiones faciales no sólo son una manifestación visible del estado afectivo, la actividad cognitiva, la personalidad y las enfermedades de cada persona, sino que son muy importantes para facilitar las comunicaciones y las interacciones entre seres humanos.
Estas expresiones ayudan a transmitir señales de comunicación no verbal en las interacciones faciales y pueden facilitar el entendimiento del significado del lenguaje hablado.

## Método
A partir de una base de datos de imágenes con diferentes expresiones faciales, se obtienen varios parámetros para la extracción de características de estas para su posterior utilización cómo entrada en un sistema de reconocimiento.
Se tienen en cuenta siete expresiones típicas del ser humano: 
- Neutral
- Ira
- Asco
- Desprecio
- Miedo
- Alegría
- Tristeza
- Sorpresa

## Procesamiento de imágenes y extracción de características
Se procesan las imágenes y se extraen dos tipos de parámetros de diferentes sujetos: los parámetros en valores reales y los parámetros binarios. 
Los parámetros en valores reales tienen un valor determinado en función de la distancia medida, que se mide en número de píxeles. Mientras que los parámetros binarios indican la presencia (1) o ausencia (0) de dicho parámetro.

### Parámetros en valores reales

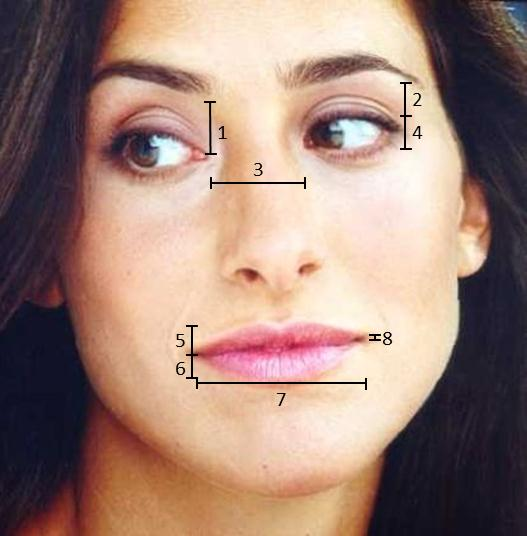
Parámetros en valores reales

1. Aumento de la distancia de la ceja – Distancia entre el punto de unión de la parte superior e inferior del párpado y la punto central inferior de la ceja.
2. Distancia entre el párpado superior y la ceja – Distancia entre la parte superior del párpado y la superficie de la ceja.
3. Distancia entre cejas – Distancia entre el centro de las extremidades inferiores de las cejas.
4. Distancia entre el párpado superior y el inferior
5. Grosor del labio superior
6. Grosor del labio inferior
7. Anchura de la boca – Distancia entre las puntas de la esquina del labio.
8. Apertura de la boca – Distancia entre la superficie inferior del labio superior y la superficie superior del labio inferior.

### Parámetros binarios

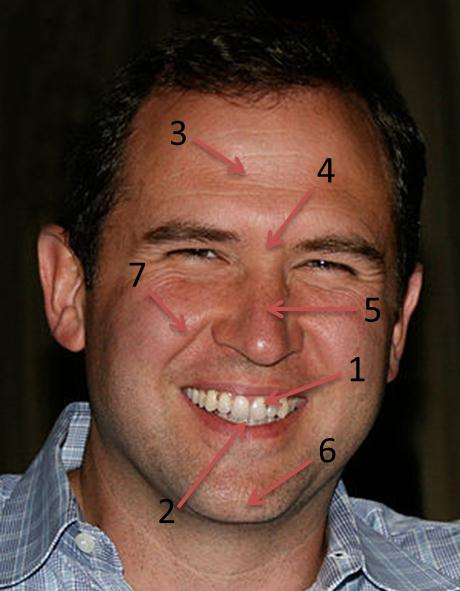
Parámetros binarios

1. Dentadura superior – Presencia o ausencia de los dientes superiores.
2. Dentadura inferior – Presencia o ausencia de los dientes inferiores.
3. Frente – Presencia o ausencia de arrugas en la parte superior de la frente.
4. Líneas de las cejas – Presencia o ausencia de arrugas en la región por encima de las cejas.
5. Líneas de la nariz – Presencia o ausencia de arrugas en la región que se extiende sobre la nariz.
6. Líneas de la barbilla – Presencia o ausencia de arrugas en la región de la barbilla justo debajo del labio inferior.
7. Líneas naso-labiales – Presencia o ausencia de arrugas en ambos lados de la nariz en la región de encima del labio superior.
En el caso de los parámetros en valores reales que se presentan simétricamente a ambos lados de la cara, se obtiene un promedio de las dos mediciones y posteriormente se normalizan los valores en relación con la imagen neutral.
Los parámetros binarios son caracterizados por la presencia o ausencia de las contracciones de los músculos faciales. Para detectar dichas contracciones se puede utilizar un algoritmo de detección de contornos para determinar si el patrón está presente o ausente.

## Comparación y resultados
Los parámetros obtenidos en el procesado de imágenes se comparan con las imágenes de la base de datos para computar los resultados.
En distintos proyectos sobre reconocimiento de expresiones faciales, a día de hoy se suele obtener una media de un 90% de aciertos. Todo esto depende de la expresión analizada, ya que, en general, se obtienen más aciertos en una expresión neutral o de sorpresa, que en una de disgusto o miedo.

## Aplicaciones
El reconocimiento de expresiones puede dar lugar a diferentes aplicaciones tecnológicas o médicas:
- Detección de enfermedades
- Rehabilitación de trastornos mentales
- Estudios sociológicos
- Animación 3D
- Videojuegos
- Robótica
- Detección de sonrisas en fotografía

El reconocimiento facial. está emergiendo como una de las aplicaciones biométricas más útiles y exitosas de los últimos años. Además de ser una medida de seguridad muy confiable y efectiva,  es de mucha ayuda en una gran cantidad de aplicaciones y esto  hace que  la demanda de los sistemas de reconocimiento facial se encuentre en constante crecimiento.
La tecnología de reconocimiento facial es utilizada para combatir el fraude de pasaportes, soporte al orden público, identificación de personas desaparecidas, y minimizar el fraude en las identificaciones. Está siendo instalada en lugares como:
- Agencias estatales
- Bancos
- Casinos
- Escuelas
- Hospitales
- Aeropuertos

## Bases de datos
- Cohn-Kanade Facial Expression Database
- Japanese Female Facial Expression Database
- The CMU Multi-PIE Face Database
- MIT-CBCL Face Recognition Database